# Mystrocnemis
Mystrocnemis – rodzaj chrząszczy z rodziny kózkowatych i podrodziny zgrzypikowych.

## Zasięg występowania
Przedstawiciele tego rodzaju występują w Afryce Subsaharyjskiej od Wybrzeża Kości Słoniowej i Kenii na północy po Południową Afrykę na południu.

## Systematyka
Do Mystrocnemis należy 8 gatunków:
- Mystrocnemis allardi
- Mystrocnemis analis
- Mystrocnemis apicalis
- Mystrocnemis atricollis
- Mystrocnemis bicolor
- Mystrocnemis flavoapicalis
- Mystrocnemis flavovittata
- Mystrocnemis stictica